# Bridgit Mendler
Bridgit Claire Mendler (født 18. december 1992) er en amerikansk skuespillerinde, sangerinde og sangskriver. Hun har bl.a. medvirket i Disney Channel-serien Held og lykke, Charlie! som storesøsteren Teddy og Disney Channel-filmen Lemonade Mouth. Hun spiller den tilbagende rolle som Juliet Van Heusen i Wizards of Waverly Place og har også medvirket i Labor Pains, Alvin and the Chipmunks: The Squeakquel, The Clique, og Beverly Hills Chihuahua 2.
Mendler blev født i Washington, D.C., og flyttede som otte-årig sammen med sin familie til Mill Valley i nærheden af San Francisco. Det var her hun første gang udtrykte interesse for skuespil.

## Filmografi
| År   | Titel                          | Rolle           | Noter                                        |
| ---- | ------------------------------ | --------------- | -------------------------------------------- |
| 2004 | The Legend of Buddha           | Lucy            | Stemmeskuespil                               |
| 2007 | Alice Upside Down              | Pamela Jones    |                                              |
| 2008 | The Clique                     | Kristen Gregory |                                              |
| 2009 | Alvin og de frække jordegern 2 | Becca Kingston  |                                              |
| 2009 | Labor Pains                    | Emma Clayhill   |                                              |
| 2011 | Beverly Hills Chihuahua 2      | Appoline        | Stemmeskuespil                               |
| 2012 | Arriettys hemmelige verden     | Arrietty        | Stemmeskuespil (Engelsk)                     |
| 2014 | Muppets Most Wanted            | Minnie          |                                              |
| 2014 | Lennon or McCartney            | Hende selv      | Dokumentar                                   |
| 2018 | Father of the Year             | Meredith        | Tidligere kaldet Who Do You Think Would Win? |